# نحاس طبيعي

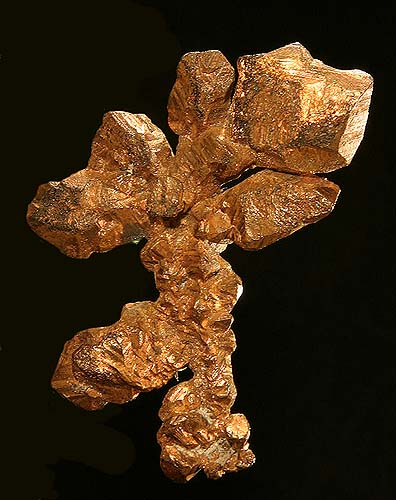
عينة من النحاس الطبيعي الخام عثر عليها في منجم في الولايات المتحدة

النحاس الطبيعي (أو النحاس الخام)  هو الشكل الطبيعي لفلز النحاس، بالتالي فهو من الفلزات القلائل، بالإضافة إلى الذهب والفضّة على سبيل المثال، التي يمكن أن توجد بشكلها الحر في الطبيعة. بالرعم من ذلك، فإنه من النادر العثور على النحاس بشكله الطبيعي الحر، من غير أن يكون مرتبطاً مع عناصر أخرى على هيئة معادن مختلفة.
يوجد النحاس الطبيعي الخام عادة على هيئة كتل متكسرة ذات لون أحمر برتقالي إلى بني (لون نحاسي)؛ ومن الممكن أن تكون بتأثير عوامل التجوية مغطاةً بلون أخضر من الزنجار. تبلغ قيمة الكثافة النسبية للنحاس الطبيعي الخام مقدار 8.9؛ وتبلغ الصلادة على مقياس موس ما بين 2.5–3.